# 眠狂四郎無賴劍
《眠狂四郎無賴劍》（日语：眠狂四郎無頼剣）為1966年上映的時代劇，此為市川雷藏主演的《眠狂四郎系列》第八部。

## 劇情
愛染是一名手持西洋左輪手槍，身穿白衣的浪人，因為參與大鹽平八郎之亂失敗、四處逃亡。一心想要消滅德川將軍，拯救蒼生。
他的強大勁敵就是虛無浪人—眠狂四郎，愛染一面觀察將軍行蹤、一面暗自熟練圓月殺法，準備先除掉狂四郎、再滅將軍。狂四郎因大意遭到愛染脅持，沒想到愛染也因為大意沒能殺成將軍，差點命喪於火槍之下。
狂四郎和愛染兩方都使出圓月殺法，誰勝誰負？

## 演員
- 眠狂四郎：市川雷藏
- 愛染：天知茂
- 勝美：藤村志保
- 小鐵：工藤堅太郎
- 伊佐：島田龍三
- 武部仙十郎：永田靖
- 日下部玄心：遠藤辰雄
- 一文字屋巳之吉：上野山功一
- 彌彥屋彥右衛門：香川良介
- 多兵：水原浩一
- 膳所：高杉玄
- 久三：南條新太郎
- 志麻：酒井修
- 曾代：三木本賀代
- 阿菅：橘公子

## 製作人員
- 企劃：奥田久司
- 導演：三隅研次
- 原作：柴田鍊三郎（週刊「新潮」連載）
- 編劇：伊藤大輔
- 攝影：牧浦地志
- 美術：下石坂成典
- 照明：山下禮二郎
- 錄音：林土太郎
- 音樂：伊福部昭
- 副導演：友枝稔議

## 外部連結
- 眠狂四郎無賴劍 （页面存档备份，存于）（日語）